# تام کورتنی (دونده)
تام کورتنی (انگلیسی: Tom Courtney؛ زادهٔ ۱۷ اوت ۱۹۳۳ – درگذشتهٔ ۲۲ اوت ۲۰۲۳) دونده اهل ایالات متحده آمریکا بود.
وی در مسابقات کشوری و بین‌المللی در مجموع برندهٔ ۲ مدال طلا شده‌است.